# Marye Anne Fox

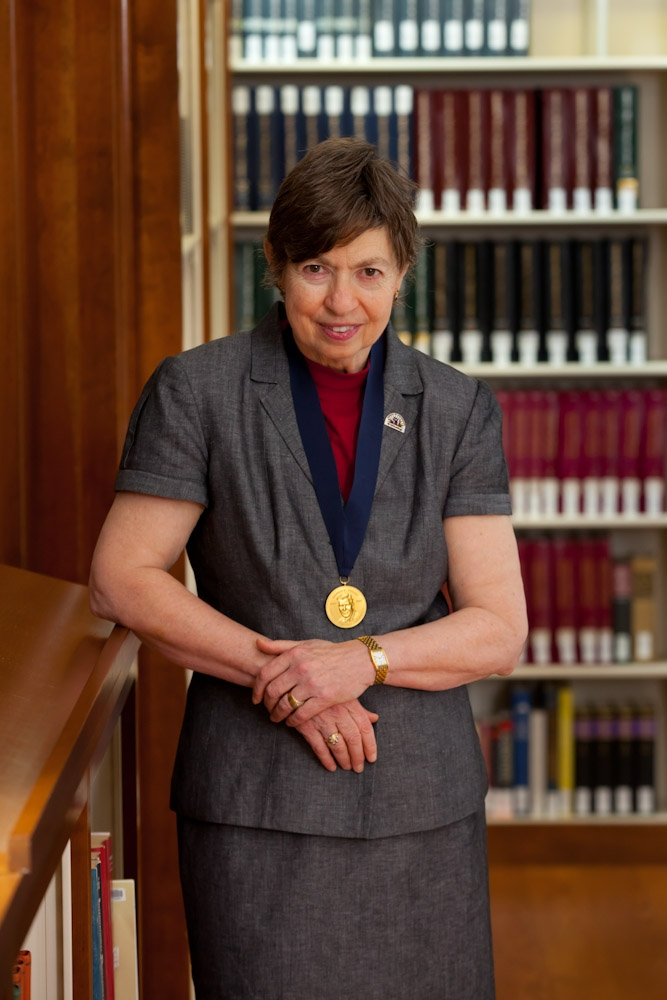
Marye Anne Fox (2012)

Marye Anne Fox (* 9. Dezember 1947 in Canton (Ohio); † 9. Mai 2021 in Austin, Texas) war eine US-amerikanische Chemikerin (Physikalische Organische Chemie), Präsidentenberaterin und Universitäts-Administratorin.

## Leben
Fox studierte am Notre Dame College mit dem Bachelor-Abschluss 1969 und an der Cleveland State University mit dem Master-Abschluss 1970. Sie wurde 1974 am Dartmouth College bei David M. Lemal mit der Arbeit Photorearrangements of aryl halides in Organischer Chemie promoviert. Während dieser Zeit arbeitete sie auch als Lehrerin. Als Post-Doktorandin war sie an der University of Maryland at College Park und ab 1976 Assistant Professor und später Professor an der University of Texas at Austin. Sie leitete dort das Center for Fast Kinetic Research und wurde 1994 Vizepräsidentin für Forschung der Universität. 1980 erhielt sie ein Forschungsstipendium der Alfred P. Sloan Foundation (Sloan Research Fellowship). 1998 bis 2004 war sie Kanzlerin der North Carolina State University in Raleigh. 2004 bis 2012 war sie Kanzlerin der University of California, San Diego.
Marye Anne Fox war eine treibende Krfat in der Entwicklung der organischen Photochemie mit bahnbrechender Forschung, die Anwendung bei erneuerbaren Energien und in der Umweltchemie fand. Sie setzte sich für eine breitere Inklusion zum Beispiel von Frauen in der Chemie ein und unterrichtete selbst außer an Universitäten auch in Schulen.
Sie war Gastwissenschaftlerin in Harvard, an der University of Chicago, der University of Iowa und in Taiwan.
2012 erhielt sie die Othmer-Goldmedaille und 2010 die National Medal of Science. Sie war Ehrendoktorin des Notre Dame Colleges. 1989 war sie Arthur C. Cope Scholar und erhielt 1988 die Garvan-Olin-Medaille. 1991 wurde sie Mitglied des National Science Board. Sie war Mitglied der National Academy of Sciences, der American Association for the Advancement of Science, der American Philosophical Society und der American Academy of Arts and Sciences. Sie war Wissenschaftsberaterin von George W. Bush, als dieser Gouverneur von Texas war, und war in dessen Council of Advisors on Science and Technology, als er Präsident war.
Ab 1986 war sie Mitherausgeberin des Journal of the American Chemical Society.
Sie war ab 1990 mit dem Chemieprofessor James K. Whitesell verheiratet.